# Schefflera delavayi
Schefflera delavayi là một loài thực vật có hoa trong Họ Cuồng cuồng. Loài này được (Franch.) Harms miêu tả khoa học đầu tiên năm 1900.